# Скачивание данных
Загрузка означает получение данных из удалённой системы, обычно с сервера, такого как веб-сервер, FTP сервер, сервер электронной почты или другая подобная система. Отличается от загрузки[уточнить], когда данные отправляются на удалённый сервер.

## Определение

Данные загрузки отправляются конечному пользователю в нисходящем направлении от интернет-провайдера.

При скачивании файлы передаются для локального хранения, в отличие от потоковой передачи, где данные используются сразу при получении части данных, и которые не могут храниться в течение длительного времени. Веб-сайты, которые предлагают потоковое мультимедиа, отображаемые в браузере, такие как YouTube, ограничивают возможность пользователей сохранять эти материалы на своих компьютерах после их получения.
Загрузка — это не то же самое, что передача данных; перемещение или копирование данных между двумя устройствами хранения будет передачей данных, а получение данных из удалённого сервера будет загрузкой.

## Авторские права
Скачивание медиафайлов предполагает использование ссылок и фреймов Интернет-материалов и относится к закону об авторском праве. Потоковая передача и загрузка могут включать копирование контента, нарушающих авторские права, и организации, управляющие веб-сайтами, копирующими данные, могут нести ответственность за нарушение авторских прав.
Анонимные серверы затрудняют привлечение владельцев серверов к ответственности. Судебные иски против технологий, лежащих в основе несанкционированного «обмена файлами», оказались успешными для централизованных сетей, таких как Napster, и несостоятельными для децентрализованных сетей, таких как Gnutella или BitTorrent . Ведущий сайт YouTube по копированию аудио согласился закрыться после того, как на него подали в суд звукозаписывающие компании.

### Судебные процессы в Европейском Союзе
В Европе Суд Европейского союза (CJEU) постановил, что создание временной копии контента, защищенной авторским правом, в Интернете является законным. Постановление касается дела British Meltwater, рассмотренного 5 июня 2014 года.
В решении суда говорится, что: «Статья 5 Регламента 2001/29/ЕС Европейского парламента и Совета от 22 мая 2001 года о гармонизации некоторых аспектов авторского права и смежных прав в информационном поле должна толковаться как означающая что копии на компьютера пользователя, сделанные в ходе просмотра веб-сайта, удовлетворяют условиям, что эти копии должны быть временными и что они должны составлять часть технологического процесса, а также условия, изложенные в статье 5(5) этой директивы, и могут осуществляться без разрешения правообладателя».
17 апреля 2009 года шведский суд признал четырех человек, управляющих интернет-сайтом The Pirate Bay, виновными в нарушении авторских прав. The Pirate Bay был создан в 2003 году шведской организацией Piratbyrån по борьбе с авторским правом и предоставления информации для загрузки фильмов или музыкальных файлов. The Pirate Bay не хранит копии файлов на своих серверах, но предоставляет ссылки на другие сервера, на которых они хранились. Версия обвинения заключалась в том, что подсудимые своим поведением активно провоцировали нарушение. В соответствии с законодательством США об авторском праве это будет так называемая теория ответственности за нарушение Грокстера.
- Пропускная способность
- Аспекты авторского права на гиперссылки и фрейминг
- Менеджер загрузок
- Распространение цифрового контента
- Закон HADOPI
- Загрузка музыки
- Одноранговая сеть
- Последовательное скачивание
- Двухдирекционная загрузка